# London School of Medicine for Women
L'Escola de medicina per a dones de Londres (en anglès: London School of Medicine for Women) establerta el 1874 va ser la primera escola de medicina de Gran Bretanya per formar a dones metgesses.

## Història
L'escola va ser creada per una associació de metgesses pioneres Sophia Jex-Blake, Elizabeth Garrett Anderson, Emily Blackwell i Elizabeth Blackwell amb Thomas Henry Huxley. La fundació va ser motivada en part pels intets frustrats de Jex-Blake per a aconseguir un grau en medicina en un moment en què les dones no eren admeses a les escoles mèdiques britàniques, essent expulsada per aquest motiu de la Universitat d'Edimburg. Altres dones que havien estudiat amb Jex-Blake a Edimburg es va unir amb ella a l'escola de Londres, incloent Isabel Thorne qui la va succeir com honorary secretari el 1877.

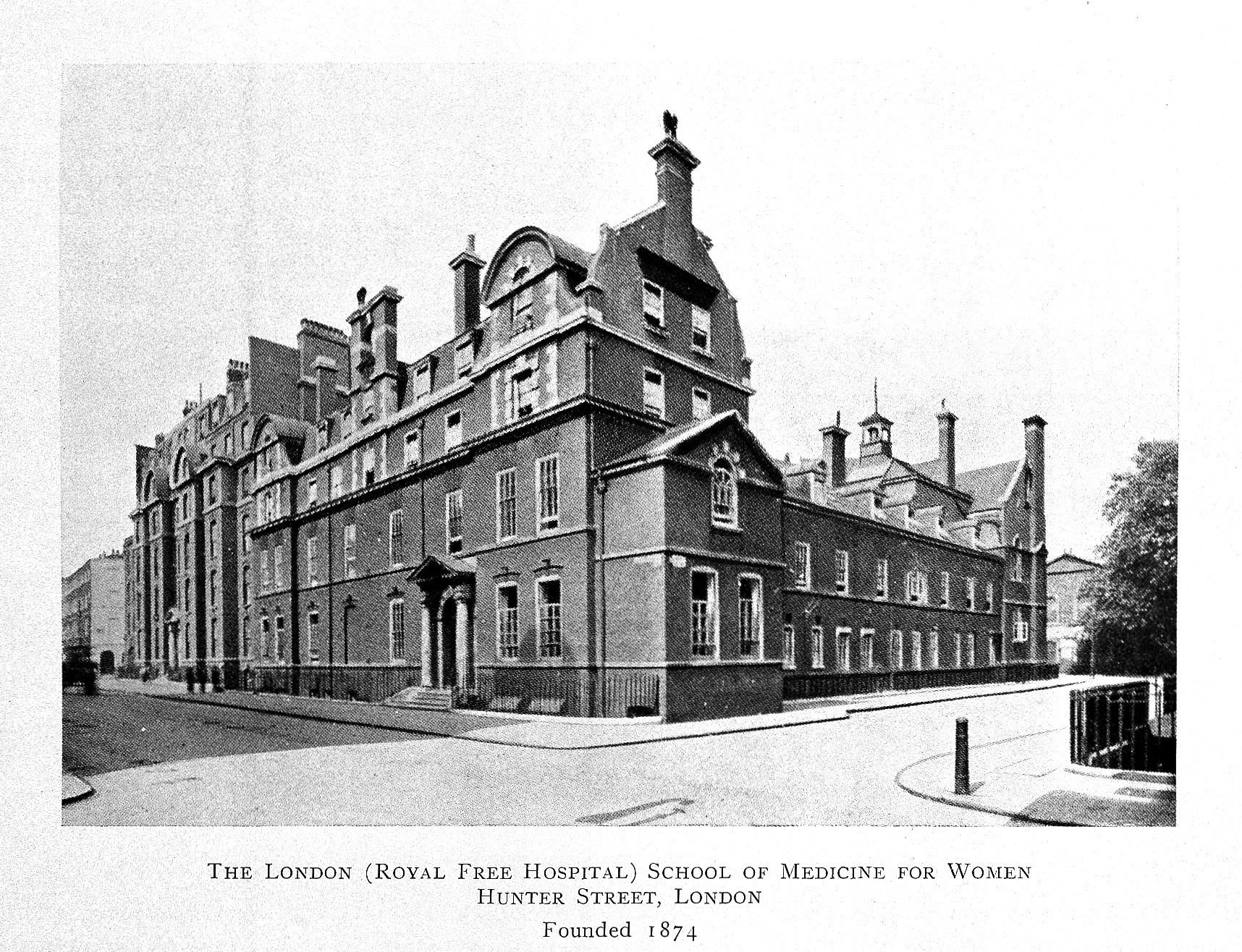
Royal Free Hospital – School of Medicine for Women, Hunter Street.

La UK Medical Act of 1876 va ser una llei que va derogar la Llei mèdica anterior al Regne Unit i va permetre a totes les autoritats mèdiques britàniques autoritzar a tots els sol·licitants qualificats qualsevol que fos el seu sexe. El 1877 es va assolir un acord amb l'Royal Free Hospital que va permetre a estudiants de la London School of Medicine for Women completar els seus estudis clínics allà. El Royal Free Hospital va ser el primer hospital d'ensenyament a Londres que va admetre dones per la seva formació.
Dins 1894, una reconeguda feminista hindú Rukhmabai es va graduar en medicina després d'assistir a la London School of Medicine for Women. El nombre de dones estudiants índús va créixer molt de tal manera que cap el 1920 l'escola, en co-l'operació amb l'Oficina d'Índia va obrir un alberg per a noies indús estudiants de medicina.
El 1914, l'escola es va ampliar encara més a causa del nombre de dones que volien estudiar medicina, cosa que feia necessari duplicar el nombre de laboratoris i sales de conferències. En el moment de l'expansió, l'escola comptava amb més de 300 estudiants inscrites, convertint-la en el centre universitari per a dones més gran de Gran Bretanya.

## Sobre les fundadores

### Elizabeth Blackwell
Elizabeth Blackwell va ser la primera dona dels Estats Units d'Amèrica per rebre un grau en medicina. Nascuda a Bristol, Anglaterra en el 3 de febrer de 1821, Elizabeth Blackwell era la tercera de nou germans. Entre els molts membres de la familia, Blackwell va tenir parents famosos, incloent el seu germà Henry, un abolicionista reconegut i defensor del drets de les dones.
El 1832, Blackwell es va traslladar a Amèrica, concretament a Cincinnati, Ohio. El 1838 va morir el seu pare, Samuel Blackwell, deixant la família en un precari estat econòmic en el moment d'una crisi econòmica nacional. A causa d'aquest, Blackwell va rebre la seva primera feina com a mestra juntament amb la seva mare i les seves germanes.
El 1847, Blackwell va aplicar a la universitat, la van rebutjar en qualsevol dels llocs que sol·licitava, excepte a la Universitat de Ginebra. Després d'anys de discriminació, Blackwell finalment es va graduar primera del seu curs, guanyant-se a poc a poc el respecte dels seus professors. Blackwell va tornar a Nova York i va obrir una petita clínica amb l'ajuda dels seus amics quàquers. Allà va oferir càrrecs de metges a dones durant la Guerra Civil, formant infermeres per als hospitals.
El 1875, va abandonar la ciutat de Nova York per convertir-se en professora de ginecologia a la recentment construïda Escola de Medicina de Londres per a dones.

### Sophia Jex-Blake
Sophia Jex-Blake va néixer a Hastings, Regne Unit el 1840. Després d'assistir a diverses escoles privades, Jex-Blake va assistir a Queen's College. La recerca d'una ocupació en el camp de la medicina de Jex-Blake condueix a la voluntat d'unir a la Universitat d'Edimburg per estudiar medicina. El desig de Jex-Blake d'assistir a la Universitat d'Edimburg es va veure obstaculitzat perquè la universitat no permetia assistir a les dones. Per lluitar contra això, Jex-Blake va obrir una demanda judicial contra la universitat, cosa que va provocar una sentència infructuosa a favor de la Universitat d'Edimburg.
El 1889, la Llei del Parlament va dictaminar els graus de les dones, en gran part a causa de les lluites de Jex-Blake. Això va permetre a Sophia Jex-Blake convertir-se en una de les primeres dones metge del Regne Unit. Jex-Blake va fundar la London School of Medicine per a dones i l'Escola de Medicina d'Edimburg per a Dones.

### Elizabeth Garrett Anderson
Elizabeth Garrett Anderson va néixer a Whitechapel, Londres i va rebre una bona educació. Va decidir seguir una carrera mèdica després de conèixer la doctora Elizabeth Blackwell. Després de sol·licitar l'ingrés a diverses escoles de medicina, Anderson va ser rebutjada per totes aquelles a les quals va sol·licitar estudiar medicina. Per tant, Anderson es va matricular com a infermera a l'hospital de Middlesex i va ser nomenada assistent mèdica el 1866 a la St. Mary's Dispensary. Encara volia convertir-se en metgessa, per això Anderson va cursar els estudis en medicina a França.
Tornant a Londres, Anderson va assistir a la fundació del Nou Hospital per a Dones al St. Mary's Dispensary i a la London School of Medicine for Women. Anderson més tard supervisaria l'expansió de la London School després de rebre la posició de Directora el 1833, quan va nomenar a Blackwell com a professora de ginecologia. L'escola més tard va ser rebatejada per l'Hospital Elizabeth Garrett Anderson, que finalment va formar part de la Universitat de Londres.